# Gereformeerde kerk (Warschau)
De Gereformeerde of Calvinistische kerk in Warschau is een protestantse kerk, tussen 1866 en 1880 gebouwd in de stijl van de neogotiek. De architect was Adolf Loewe

## Geschiedenis
De neogotische kerk werd tussen 1866 en 1882 naar ontwerp van Adolf Loewe gebouwd voor de calvinisten van Warschau. Deze protestantse kerk heeft geen altaar en alleen een preekgestoelte. De kerk raakte tijdens Opstand van Warschau beschadigd en werd na de Tweede Wereldoorlog herbouwd.